# Tabledance

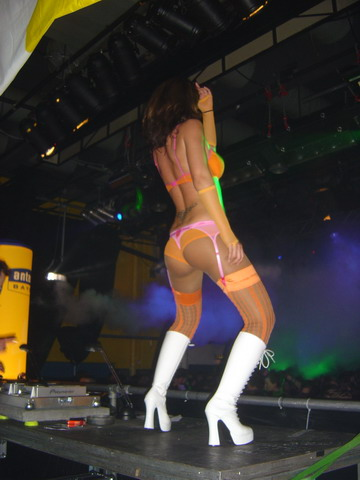
Tänzerin auf der Bühne eines Nachtclubs

Tabledance (aus dem englischen „table dance“ für Tischtanz) ist eine in Nachtclubs etablierte Form des erotischen Tanzes, bei der aufreizend gekleidete Frauen oder Männer auf einer Bühne oder einem Tresen, oft ausgestattet mit einer senkrecht verlaufenden sogenannten Poledancestange als Requisit, auftreten.

## Beschreibung
Tänzerinnen oder Tänzer bieten beim Tabledance in der Regel zunächst eine Bühnenshow für die Allgemeinheit, in deren Verlauf sie sich allmählich dem Publikum nähern und ihre Darbietung schließlich häufig auf eine kleine Gruppe zahlender Gäste oder einen einzelnen Gast konzentrieren. Die einzelnen Gäste haben dabei die Möglichkeit, über das Zustecken von sogenannten Tips (Trinkgeldern) in Form von Geldscheinen oder im jeweiligen Club verwendeten „House Dollars“ ihre erotischen Vorlieben deutlich zu machen und einen semi-persönlichen Tanz für sich selbst und ihre eventuellen Begleiter zu bestellen. Außer den Berührungen, die notwendig sind, die Tips beispielsweise an der Kleidung des Tänzers zu befestigen, ist körperlicher Kontakt seitens der Gäste meist nicht gestattet. Der hauptsächliche Verdienst der Tänzerinnen entsteht durch eine prozentuale Beteiligung an den Getränkeumsätzen, deshalb sind die Preise für diverse Getränke meist überdurchschnittlich hoch. Vordringliches Ziel der Tänzerinnen ist daher, den Gast zum Konsum zu animieren. Teils werden die Praktiken dazu als unseriös kritisiert und bewegen sich auch oft in rechtlichen Grauzonen. Besondere Vorsicht ist in den östlichen EU-Ländern angebracht. Um den Gästen Abwechslung zu bieten, ist es üblich, dass die Tänzerinnen oft wechseln. Diese reisen von einer Stadt zur anderen und sind meist nicht länger als 14 Tage in einem Klub tätig. Tänzerinnen, die längere Zeit in einem Klub arbeiten, sind selten. Um diesen permanenten Wechsel reibungslos zu ermöglichen, unterhalten die Klubbetreiber meist eigene Wohnungen oder Apartments, die sie den Tänzern für die Dauer der Beschäftigung zur Verfügung stellen.

## Tabledance in der Literatur
- Funny van Money: This is Niedersachsen und nicht Las Vegas, Honey, Hanser, Berlin 2012, ISBN 978-3-446-24078-0.